# Guindrecourt-sur-Blaise
Guindrecourt-sur-Blaise är en kommun i departementet Haute-Marne i regionen Grand Est (tidigare regionen Champagne-Ardenne) i nordöstra Frankrike. Kommunen ligger i kantonen Vignory som tillhör arrondissementet Chaumont. År 2022 hade Guindrecourt-sur-Blaise 55 invånare.

## Befolkningsutveckling
Antalet invånare i kommunen Guindrecourt-sur-Blaise
| Referens: INSEE |